# Colosos de Akenatón en Karnak

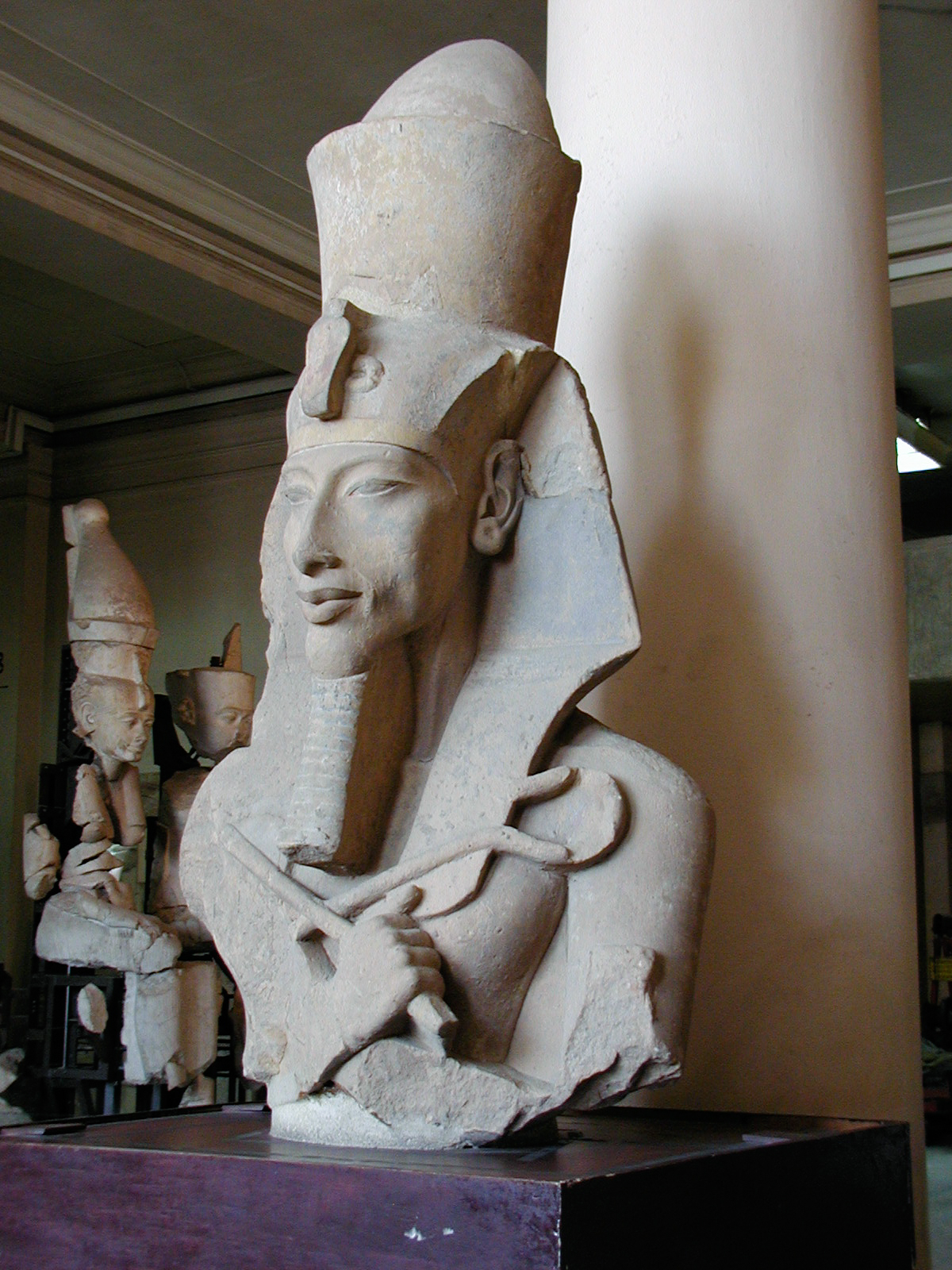
Una de las estatuas, con la doble corona, ureo, falsa barba y pañuelo nemes.

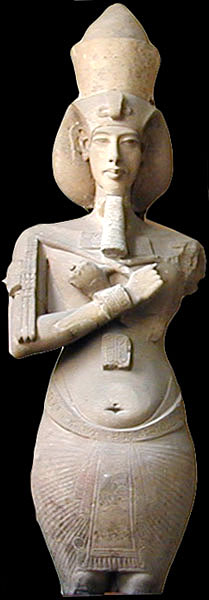
Una de las estatuas, con la doble corona, ureo, falsa barba y pañuelo khat.

Las estatuas colosales de Akenatón en el este de Karnak muestran al faraón de la XVIII dinastía, Akenatón (también conocido como Amenofis IV o Amenhotep IV), en una representación distorsionada de la forma humana. Las estatuas se tallaron a inicios de su reinado, el cual duró de 1353 a 1336 a. C. o 1351 a 1334 a. C. aprox. Una excavación, empezada por Henri Chevrier en 1925, descubrió veinticinco fragmentos de colosos rotos en la zona oriental de Karnak en Tebas, los cuales se encuentran en el Museo egipcio de El Cairo, Egipto.

## Descripción
Las estatuas son divididas por los estudiosos en tres categorías basadas en su tamaño, la más grande de las cuales tenía 12,75 metros de altura y la más pequeña, 8,55 metros. Son colosos osiríacos, con los que los soberanos del Imperio Nuevo se representaban en las salas hipóstilas de sus templos funerarios identificándose con Osiris, aunque en este caso lo único que lo recuerda son los brazos cruzados sujetando el cetro y el flagelo. El faraón aparece con un físico distorsionado no presente en ningún otro lugar ni obra de arte del antiguo Egipto. Es retratado con un vientre y caderas prominentes, brazos y piernas delgados, y características faciales exageradas, con un rostro alargado, ojos rasgados, nariz larga y estrecha, barbilla pronunciada y labios gruesos. Una estatua en particular ha sido tema de mucho debate al representar al rey aparentemente desnudo y carente de genitales. Hay varias teorías sobre la destrucción de las estatuas, una de las cuales sugiere que su corregente, Amenofis III, ordenó destruirlas y enterrarlas. Una segunda teoría sugiere que fue el propio Akenatón quien lo ordenó al cambiar de planes sobre el templo de Atón en Karnak.

## Descubrimiento
Los colosos de Akenatón fueron descubiertos accidentalmente en 1925 mientras se cavaba una zanja de drenaje al este de la pared del recinto del Gran Templo de Amón. Las estatuas en piedra arenisca estaban inscritas con el nombre de Amenhotep IV, y se encontraron caídas en tierra. Henri Chevrier, el inspector jefe de antigüedades en Karnak, se interesó en el sitio y se pasó los siguientes veinticinco años excavando periódicamente el lugar en la esperanza de encontrar más. Desafortunadamente, las únicas cosas que allí descubrió Chevrier fueron los cimientos de una pared en ángulo suroeste y veintiocho bases de piedra, probablemente los pedestales de las estatuas caídas.

## Importancia en el arte egipcio
Tradicionalmente, los faraones eran representados idealizados en el arte egipcio – impasibles y fuertes. La desviación de las normas culturales presente en los colosos de Akenatón, por tanto, provocó numerosos debates entre los estudiosos. Es seguro que ningún artista habría producido voluntariamente una imagen tan poco favorecedora del rey sin que lo hubiera encargado el propio faraón. Algunos expertos caracterizan el estilo de arte durante el reinado de Akenatón como ‘expresionista' y evidencian la relación entre el canon artístico distorsionado presente en los colosos y demás arte amarniano y la revolución religiosa de la época, instaurada por Akenatón. Sin embargo, es importante destacar que a pesar de que el faraón y demás miembros de la familia real, son descritos de esta manera poco ortodoxa, tales distorsiones no fueron vistas durante todo el periodo, siendo más exageradas al principio y suavizándose poco a poco a medida que el reinado avanzaba, lo que es muy útil para la datación.

## Teorías
El misterio detrás de las estatuas colosales de Akenatón en el este de Karnak provocó numerosas interpretaciones. Una teoría con respecto al propósito de las estatuas sugería que el faraón deseaba separarse de las personas normales y asociarse solo con la divinidad y la familia real.
Otra teoría sugirió que Akenatón fue así descrito porque sufría una enfermedad que causaba tales desfiguraciones. Varios patólogos estudiaron las anormalidades físicas de las figuras. Uno de los primeros diagnósticos resultantes es que Akenatón padecería un desorden del sistema endocrino denominado síndrome de Froehlich. Sin embargo, esta teoría fue refutada debido al hecho de que la mayoría de los que la sufren son mentalmente discapacitados y estériles, síntomas que no aparecen en el rey. Otra teoría relacionada es que padecería un desorden genético raro conocido como síndrome de Marfan. Tales especulaciones cesaron en 2010 gracias al análisis de ADN de los restos del faraón presentes en la tumba KV55 del Valle de los Reyes, que descartó cualquier desorden genético o físico, confirmando que las representaciones inusuales del periodo amarniano eran solo una convención artística, dando a las figuras humanas rasgos del dios Atón, que como dador de vida era imaginado andrógino, con características femeninas y masculinas. 
Las teorías especulativas también se cebaron en una estatua en particular de la colección, la cual representa al rey desnudo sin genitales. Una teoría concluye que esta rareza física simboliza la naturaleza asexual del dios sol egipcio, que se autofecundó para crear el universo. En contraste, el historiador K.R. Harris explica que al menos algunos de los colosos, y este en particular, representan no a Akenatón, sino a Nefertiti llevando el característico vestido largo, ceñido y de lino transparente, el cual es indetectable muchas veces excepto por la línea del bajo en los tobillos, y a la figura le faltan los pies. Otras reinas en la historia egipcia han sido descritas simbólicamente con características masculinas, como Hatshepsut, por lo tanto este argumento no es extraño. Harris sugirió alternativamente que los colosos podrían ser también personificaciones de deidades, como Atón, Shu, o Atum.